# Orizaba-Nahuatl
Het Orizaba-Nahuatl is een variant van het Nahuatl dat gesproken wordt door de Nahua, de oorspronkelijke bewoners van het huidige Mexico. De taal behoort tot de Uto-Azteekse taalfamilie. Bij ISO/DIS 639-3 is de code nlv. Er zijn meer dan 100.000 sprekers.